# Coscinia liouvillei
Coscinia liouvillei är en fjärilsart som beskrevs av Le Cerf 1928. Coscinia liouvillei ingår i släktet Coscinia och familjen björnspinnare. Inga underarter finns listade i Catalogue of Life.